# 웹 서비스
웹 서비스(web service)는 네트워크 상에서 서로 다른 종류의 컴퓨터들 간에 상호작용을 하기 위한 소프트웨어 시스템이다. 웹 서비스는 서비스 지향적 분산 컴퓨팅 기술의 일종이다. 웹 서비스 프로토콜 스택은 SOAP, WSDL, UDDI 등으로 이루어진다. 모든 메시징에 XML이 사용되어 상호운용성이 높다.
기존의 분산 컴퓨팅 기술들인 CORBA, DCOM, RMI과 비교했을 때 주된 차이점은 다음과 같다.
- 느슨한 연결(loose coupling)
- 이진 부호화(바이너리 인코딩)가 아닌 XML 유니코드 부호화를 사용한다.
- 객체 지향(object-oriented)이 아닌 메시지 지향(message-oriented)이다.

웹 서비스라는 명칭을 가지고 있지만 월드 와이드 웹과 혼동하여서는 안 된다. 월드 와이드 웹은 사람과 컴퓨터 간의 상호작용을 위한 시스템인 데 반해, 웹 서비스는 컴퓨터와 컴퓨터 간의 상호작용을 위한 시스템이다.
분산 컴퓨팅을 실현할 수 있는 신기술로 등장하여 큰 기대감에 매스미디어에서 여러 번 다루어져서 인지도는 증가하였다. 하지만, 시장에서의 실효성 때문에 많이 보급되지 않았다. 아직 관련 기술의 표준화가 더디어 보급은 늦어지고 있다. 하지만 최근에 서비스 지향 아키텍처(SOA)가 각광을 받으면서 그 기반 기술인 웹 서비스 또한 주목을 다시 받고 있다.
웹 2.0과 함께 SOAP을 이용하지 않는 REST 스타일 웹 서비스도 등장하여 많은 주목을 받고 있다. 웹 2.0의 한 분야로 웹 서비스를 이용하여 여러 웹 서비스를 조합하여 웹 애플리케이션이나 서비스를 구축하는 것을 매시업이라고 부른다.  현재 이러한 분야는 새로운 사업으로까지 확장해 나가고 있다.

## 스펙

### 1세대
- SOAP
- WSDL
- UDDI

### 2세대

#### 주요 스펙
- WS-Coordination
- WS-Transaction
- BPEL4WS
- WS-ReliableMessaging
- WS-Addressing
- WS-Policy
- WS-PolicyAssertions
- WS-PolicyAttachments
- WS-Attachments
- SOAP with Attachments

#### 보안 스펙
- WS-Security 프레임워크
- XACML
- XrML
- XKMS
- SAML
- .NET Passport
- XML-Encryption
- SSL
- XML-Signature
- WS-Trust
- WS-Privacy
- WS-SecureConversation
- WS-Federation
- WS-Authorization

## 같이 보기
- 웹 서비스 프레임워크의 목록
- 웹 서비스 프로토콜의 목록
- 웹 서비스 사양의 목록
- 서비스 지향 아키텍처 (SOA, Service-Oriented Architecture)